# Glacier du Pabat
Le glacier du Pabat est un glacier des Pyrénées situé dans le massif du Balaïtous, sur le versant nord de la frontière franco-espagnole dans le département des Hautes-Pyrénées en région Occitanie.

## Géographie
Le glacier se situe sur le flanc nord du Cap Peytier-Hossard. Ses eaux de fonte alimentent le ruisseau de Larribet et donc le gave d'Arrens.

## Histoire
À la fin du petit âge glaciaire vers 1850, le glacier du Pabat formait un petit glacier d'une superficie de 0,11 km2 et de 300 mètres de longueur.
Le glacier a conservé cette étendue jusqu'au milieu des années 1920, mais s'est ensuite réduit à 0,04 km2 en 1948. Après s'être maintenu dans un état stationnaire jusqu'en 1985, son retrait a été rapide par la suite. Passant au stade de glacier résiduel au début des années 1990, il ne se résumait plus en 2000 qu'à une plaque de glace de 0,5 hectare.
Malgré cet état très réduit en 2000, une frange de glace résiste toujours au début des années 2020 à l'ombre du Cap Peytier-Hossard.